# 창릉역
창릉역(Changneung station, 昌陵驛)은 경기도 고양시 덕양구 용두동 화랑교차로에 지어질 수도권 광역급행철도 A노선(GTX-A)의 전철역이다. GTX-A 노선의 계획 원안에는 없었으나, 3기 신도시인 고양창릉공공주택지구에 추가된 정거장이다. 추후 서울 경전철 서부선이 개통되면 환승역이 될 예정이다.

## 역사
- 2030년 : 개통 예정

## 승강장
| ↑ 대곡  |
| \| 하   |
| 연신내↓ |

| 상 | ● 수도권 광역급행철도 A노선 | 킨텍스 · 운정중앙 방면                |
| 하 | ● 수도권 광역급행철도 A노선 | 서울 · 삼성 · 수서 · 구성 · 동탄 방면 |

## 역 주변
- 고양창릉주택지구 (개발중)

## 사건사고
- 한국토지주택공사 직원 부동산 투기 사건으로 논란이 되었다.[2]